# Fosshageniella glabra
Fosshageniella glabra är en kräftdjursart som beskrevs av Damià Jaume och Geoffrey Allen Boxshall 1997. Fosshageniella glabra ingår i släktet Fosshageniella och familjen Misophriidae. Inga underarter finns listade i Catalogue of Life.